# Agliana
Agliana és una comuna o municipalitat, ubicada a la província de Pistoia, a la regió de la Toscana (Itàlia). Se situa a 25 km al nord-oest de Florència i a 7 km al sud-est de Pistoia. Al 31 de desembre de 2004, tenia 15,405 habitants, en una àrea de 11.6 km².
La municipalitat d'Agliana compren les frazioni (subdivisions en pobles i llocs) de S. Piero, S. Niccolò, S. Michele, Spedalino, Ferruccia, Catena, Ponte dei Bini i Ponte alla Trave.
Agliana limita amb les següents municipalitats: Montale, Montemurlo, Pistoia, Prato, Quarrata.